# Séries éliminatoires de la Coupe Stanley 1960
Année précédente Année suivante
Les séries éliminatoires de la Coupe Stanley 1960 font suite à la saison 1959-1960 de la Ligue nationale de hockey. Les Canadiens de Montréal remportent la Coupe Stanley après avoir battu en demi-finale les Black Hawks de Chicago quatre matchs à zéro puis les Maple Leafs de Toronto sur le même score en finale. Les Canadiens remportent ainsi leur cinquième finale en autant de saisons ; c'est la première fois de l'histoire de la coupe Stanley qu'une équipe parvient à remporter cinq coupes consécutives et la deuxième fois qu'une équipe la remporte sans concéder la moindre défaite en finale.

## Contexte et déroulement des séries
Les Canadiens de Montréal finissent la saison régulière avec 13 points d'avance sur les Maple Leafs de Toronto. Les deux autres équipes qualifiées pour les séries sont les Black Hawks de Chicago et les Red Wings de Détroit.
Les quatre équipes participent à un premier tour de séries éliminatoires afin de déterminer les deux équipes jouant la série finale de la Coupe Stanley. Pour remporter une série, une équipe doit gagner au moins quatre rencontres ; ainsi, une série compte au maximum sept rencontres. L'équipe la mieux classée à la fin de la saison régulière à l'avantage de sa série : les deux premiers matchs sont joués sur sa patinoire alors que les deux suivants sont joués sur la patinoire de l'équipe la moins bien classée. Si des matchs supplémentaires sont nécessaires, les cinquième et septième matchs ont lieu sur la patinoire de l'équipe la mieux classée et le sixième sur l'autre patinoire.
La série entre les Maple Leafs et les Red Wings débute le 23 mars dans la patinoire du Maple Leaf Gardens alors que la série entre Canadiens et Black Hawks commence le 24 mars au Forum de Montréal.

## Tableau récapitulatif
|  | Demi-finales           | Demi-finales           |                       |   | Finale | Finale |
|  | Demi-finales           | Demi-finales           |                       |   | Finale | Finale |
|  |                        |                        |                       |   |        |        |
|  |                        |                        |                       |   |        |        |
|  |                        |                        |                       |   |        |        |
|  | Canadiens de Montréal  | 4                      |                       |   |        |        |
|  | Canadiens de Montréal  | 4                      |                       |   |        |        |
|  | Black Hawks de Chicago | 0                      |                       |   |        |        |
|  | Black Hawks de Chicago | 0                      | Canadiens de Montréal | 4 |        |        |
|  |                        |                        | Canadiens de Montréal | 4 |        |        |
|  |                        | Maple Leafs de Toronto | 0                     |   |        |        |
|  | Maple Leafs de Toronto | Maple Leafs de Toronto | 0                     | 4 |        |        |
|  | Maple Leafs de Toronto |                        |                       | 4 |        |        |
|  | Red Wings de Détroit   | 2                      |                       |   |        |        |
|  | Red Wings de Détroit   | 2                      |                       |   |        |        |

## Détails des séries

### Demi-finales

#### Montréal contre Chicago

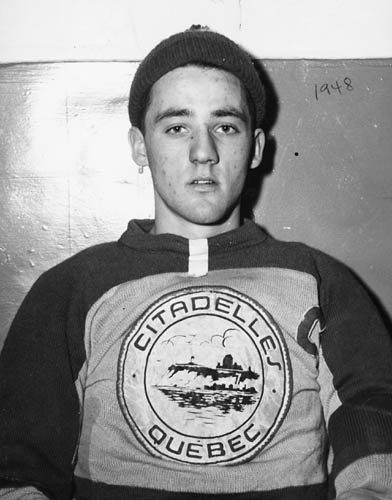
Jacques Plante, gardien des Canadiens de Montréal, ici en photographie en 1948, réalise deux blanchissages au cours de la série contre Chicago.

Cette série oppose d'un côté les Canadiens de Montréal, quadruple champions en titre de la Coupe Stanley, et de l'autre les Black Hawks menés par Bobby Hull, vedette montante de la LNH et meilleur pointeur de la saison régulière. La première rencontre tourne à l'avantage des Canadiens sur le score de 4-3. Malgré cette victoire, le match est disputé et à la fin du match, Toe Blake, entraîneur de Montréal, reproche à ses joueurs leur manque de réalisme devant les buts alors que de l'autre côté, Rudy Pilous est plutôt satisfait du visage montré par ses joueurs. Lors de cette première rencontre, deux joueurs vedettes de Chicago sont absents : Hull et Stan Mikita, tandis que les vedettes habituelles des Canadiens sont présents : Jean Béliveau inscrit un but et une aide alors que Bernard Geoffrion compte le but de la victoire en plus de deux passes décisives.
La deuxième partie est encore plus disputée puisque les Canadiens ne parviennent à remporter le match que lors des prolongations : après 60 minutes de jeu, les deux formations sont à égalité trois buts partout. Dickie Moore inscrit le premier but des Canadiens mais Chicago revient au score deux minutes plus tard ; le scénario se répète ensuite : Montréal prend de l'avance mais Chicago égalise grâce à Bill Hay qui marque à moins de deux minutes de la fin du match, il parvient à voler le palet au défenseur vedette de Montréal, Doug Harvey et à tromper Jacques Plante pour relancer les visiteurs. Le défenseur des Canadiens est finalement le héros de son équipe en battant le portier de Chicago, Glenn Hall, après huit minutes de prolongation.
Le troisième match de la série a lieu dans le Chicago Stadium et aucune des deux équipes ne parvient à inscrire de but lors du premier tiers-temps. Bill Hicke inscrit le premier but du match à la moitié du match avec des assistances de Ralph Backstrom et de Don Marshall. Backstrom et Marshall sont également auteurs des passes décisives pour le deuxième but de Montréal quatre minutes avant la fin du tiers-temps, but inscrit par Jean-Guy Talbot. Backstrom décroche sa troisième mention d'assistance de la soirée à 49e minute sur un but de Marshall. Geoffrion vient celer le sort de Chicago, deux minutes avant la fin du match. Plante, assisté de ses défenseurs Harvey et Tom Johnson, réalise son premier blanchissage de la saison à l'extérieur.
Il décroche le deuxième deux jours plus tard avec une victoire 2-0. Le gardien de Montréal débute pourtant mal la soirée puisqu'il reçoit deux mises en échec lors du premier tiers-temps et il doit se faire soigner pendant 30 minutes. Claude Provost inscrit le premier but des siens sur un lancer lointain qui parvient tout de même à tromper Hall. Dickie Moore marque le deuxième but quelques minutes plus tard. Les Canadiens sont donc qualifiés de la plus courte des manières pour la finale de la Coupe et ils doivent attendre la fin de l'autre série pour savoir quelle équipe ils y affronteront. 
| 24 mars | Canadiens de Montréal | 4-3 (2-1, 1-1, 1-1) | Black Hawks de Chicago | Forum de Montréal 14 913 spectateurs |

| Feuille de match | Feuille de match | Feuille de match            | Feuille de match | Feuille de match                                         |
| ---------------- | --- | --------------------------- | --- | -------------------------------------------------------- |
|                  | J. Béliveau (B. Geoffrion, M. Bonin) — 11 min 5 s A. Pronovost (P. Goyette) — 16 min 15 s - D. Moore (M. Bonin, B. Geoffrion) — 28 min 45 s (SN) - B. Geoffrion (J. Béliveau) — 50 min 32 s - | 1-0 2-0 2-1 3-1 3-2 4-2 4-3 | - M. Balfour (B. Hay, E. Litzenberger) — 16 min 15 s - T. Lindsay (K. Wharram) — 36 min 18 s - R. Murphy (W. Hicks, P. Pilote) — 58 min 17 s | Arbitrage : Eddie Powers Neil Armstrong Loring Doolittle |
| J. Plante        | Gardiens | G. Hall                     | | Arbitrage : Eddie Powers Neil Armstrong Loring Doolittle |
| 6 min            | Pénalités | 8 min                       | | Arbitrage : Eddie Powers Neil Armstrong Loring Doolittle |
| 28               | Tirs | 19                          | | Arbitrage : Eddie Powers Neil Armstrong Loring Doolittle |

| 26 mars | Canadiens de Montréal | 4-3 (pr) (1-1, 1-0, 1-2, 1-0) | Black Hawks de Chicago | Forum de Montréal 14 595 spectateurs |

| Feuille de match | Feuille de match | Feuille de match            | Feuille de match | Feuille de match                                     |
| ---------------- | --- | --------------------------- | --- | ---------------------------------------------------- |
|                  | D. Moore (H. Richard) — 11 min 38 s - M. Bonin (B. Geoffrion, T. Johnson) — 17 min 55 s - D. Moore (B. Geoffrion, J. Béliveau) — 48 min 35 s (SN) - D. Harvey (H. Richard, D. Moore) — 68 min 38 s | 1-0 1-1 2-1 2-2 3-2 3-3 4-3 | - K. Wharram (S. Mikita, T. Lindsay) — 13 min 13 s - B. Hull (B. Hay, D. St-Laurent) — 22 min 34 s - B. Hay — 58 min 58 s - | Arbitrage : Vern Buffey Neil Armstrong Bill Morrison |
| J. Plante        | Gardiens | G. Hall                     | | Arbitrage : Vern Buffey Neil Armstrong Bill Morrison |
| 4 min            | Pénalités | 8 min                       | | Arbitrage : Vern Buffey Neil Armstrong Bill Morrison |
| 44               | Tirs | 28                          | | Arbitrage : Vern Buffey Neil Armstrong Bill Morrison |

| 29 mars | Black Hawks de Chicago | 0-4 (0-0, 0-2, 0-2) | Canadiens de Montréal | Chicago Stadium 13 396 spectateurs |

| Feuille de match | Feuille de match | Feuille de match | Feuille de match | Feuille de match                                        |
| ---------------- | ---------------- | ---------------- | --- | ------------------------------------------------------- |
|                  | - -              | 0-1 0-2 0-3 -04  | B. Hicke (R. Backstrom, D. Marshall) — 30 min 15 s J-G. Talbot (R. Backstrom, D. Marshall) — 36 min 16 s D. Marshall (R. Backstrom, B. Hicke) — 49 min 39 s B. Geoffrion (H. Richard) — 58 min 4 s | Arbitrage : Frank Udvari Georges Hayes Loring Doolittle |
| G. Hall          | Gardiens         | J. Plante        | | Arbitrage : Frank Udvari Georges Hayes Loring Doolittle |
| 6 min            | Pénalités        | 12 min           | | Arbitrage : Frank Udvari Georges Hayes Loring Doolittle |
| 24               | Tirs             | 27               | | Arbitrage : Frank Udvari Georges Hayes Loring Doolittle |

| 31 mars | Black Hawks de Chicago | 0-2 (0-0, 0-2, 0-0) | Canadiens de Montréal | Chicago Stadium 13 719 spectateurs |

| Feuille de match | Feuille de match | Feuille de match | Feuille de match                                                                                    | Feuille de match                                        |
| ---------------- | ---------------- | ---------------- | --------------------------------------------------------------------------------------------------- | ------------------------------------------------------- |
|                  | - -              | 0-1 0-2          | C. Provost (A. Pronovost, A. Langlois) — 24 min 47 s D. Moore (M. Richard, H. Richard) — 33 min 9 s | Arbitrage : Eddie Powers Georges Hayes Loring Doolittle |
| G. Hall          | Gardiens         | J. Plante        | | Arbitrage : Eddie Powers Georges Hayes Loring Doolittle |
| 8 min            | Pénalités        | 6 min            | | Arbitrage : Eddie Powers Georges Hayes Loring Doolittle |
| 25               | Tirs             | 31               | | Arbitrage : Eddie Powers Georges Hayes Loring Doolittle |

#### Toronto contre Détroit
Le premier match de la série voit la victoire des Red Wings sur la patinoire de Toronto sur le score de 2-1 avec une nette domination des visiteurs pour le nombre de lancers sur les buts adverses : 30 à 19. Gordie Howe, récipiendaire du trophée Hart en tant que meilleur joueur de la saison, inscrit le premier but de la série en prenant de vitesse Johnny Bower, le gardien de but de Toronto. Avant la fin du premier tiers-temps, Len Haley vient doubler la mise pour Détroit. Le dernier but du match est inscrit par Carl Brewer de Toronto : à la fin du dernier tiers-temps, il récupère le palet au milieu de la patinoire, dribble trois joueurs adverses pour tromper Terry Sawchuk d'un lancer dans la lucarne droite du but.
Trois prolongations sont nécessaires lors du troisième match pour départager les deux formations. Détroit prend le large lors du premier tiers-temps en inscrivant deux buts par Norm Ullman et par Marcel Pronovost. La physionomie du match change totalement au deuxième tiers-temps puisque les visiteurs inscrivent quatre buts, dont trois consécutifs, contre un seul pour les locaux ; deux des buts de Toronto sont marqués par l'ancien joueur de Détroit : Red Kelly. Détroit débute donc le troisième tiers-temps avec un but de retard et il faut attendre la 52e minute pour voir Gerry Melnyk égaliser sur un rebond laissé par Sawchuk et offrir une prolongation à son équipe. Malgré ce retour, la victoire est donnée à Toronto au bout de 103 minutes : Red Kelly réalise un lancer depuis la ligne bleue et le palet est dévié juste devant Sawchuk par Frank Mahovlich
| 23 mars | Maple Leafs de Toronto | 1-2 (0-2, 0-0, 1-0) | Red Wings de Détroit | Maple Leaf Gardens 12 853 spectateurs |

| Feuille de match | Feuille de match         | Feuille de match | Feuille de match                                                            | Feuille de match                                  |
| ---------------- | ------------------------ | ---------------- | --------------------------------------------------------------------------- | ------------------------------------------------- |
|                  | - C. Brewer — 56 min 4 s | 0-1 0-2 1-2      | G. Howe (A. Delvecchio) — 2 min 38 s L. Haley (V. Fonteyne) — 14 min 24 s - | Arbitrage : Frank Udvari Georges Hayes Bruce Sims |
| J. Bower         | Gardiens                 | T. Sawchuk       |                                                                             | Arbitrage : Frank Udvari Georges Hayes Bruce Sims |
| 12 min           | Pénalités                | 8 min            |                                                                             | Arbitrage : Frank Udvari Georges Hayes Bruce Sims |
| 30               | Tirs                     | 19               |                                                                             | Arbitrage : Frank Udvari Georges Hayes Bruce Sims |

| 26 mars | Maple Leafs de Toronto | 4-2 (1-1, 1-0, 2-1) | Red Wings de Détroit | Maple Leaf Gardens 13 759 spectateurs |

| Feuille de match | Feuille de match | Feuille de match        | Feuille de match                                                                                 | Feuille de match                                |
| ---------------- | --- | ----------------------- | ------------------------------------------------------------------------------------------------ | ----------------------------------------------- |
|                  | G. Armstrong (D. Duff, B. Harris) — 13 min 37 s - L. Regan (R. Kelly) — 37 min 4 s F. Mahovlich (R. Kelly, C. Brewer) — 44 min 2 s - B. Pulford — 59 min 13 s (CV) | 1-0 1-1 2-1 3-1 3-2 4-2 | - P. Goegan (J. Morrison, A. Delvecchio) — 16 min 12 s - A. Delvecchio (G. Howe) — 45 min 50 s - | Arbitrage : Eddie Powers Georges Hayes Frampton |
| J. Bower         | Gardiens | T. Sawchuk              |                                                                                                  | Arbitrage : Eddie Powers Georges Hayes Frampton |
| 6 min            | Pénalités | 4 min                   |                                                                                                  | Arbitrage : Eddie Powers Georges Hayes Frampton |
| 32               | Tirs | 37                      |                                                                                                  | Arbitrage : Eddie Powers Georges Hayes Frampton |

| 27 mars | Red Wings de Détroit | 4-5 (pr) (2-0, 1-4, 1-0, 0-0, 0-0, 0-1) | Maple Leafs de Toronto | Olympia Stadium 13 337 spectateurs |

| Feuille de match | Feuille de match | Feuille de match                    | Feuille de match | Feuille de match                             |
| ---------------- | --- | ----------------------------------- | --- | -------------------------------------------- |
|                  | N. Ullman (A. Delvecchio, L. Lunde) — 16 min 57 s M. Pronovost (L. Haley) — 17 min 18 s - L. Lunde (J. McIntyre, A. Delvecchio) — 36 min 58 s (SN) - G. Melnyk (L. Haley, V. Fonteyne) — 52 min 40 s - | 1-0 2-0 2-1 2-2 2-3 3-3 3-4 4-4 4-5 | - R. Kelly — 23 min 35 s D. Duff (B. Harris, C. Brewer) — 27 min B. Pulford (B. Olmstead, R. Stewart) — 28 min 5 s - R. Kelly (D. Duff) — 39 min 24 s (SN) - F. Mahovlich (R. Kelly) — 103 min | Arbitrage : Frank Udvari Neil Armstrong Sims |
| T. Sawchuk       | Gardiens | J. Bower                            | | Arbitrage : Frank Udvari Neil Armstrong Sims |
| 10 min           | Pénalités | 10 min                              | | Arbitrage : Frank Udvari Neil Armstrong Sims |
| 66               | Tirs | 52                                  | | Arbitrage : Frank Udvari Neil Armstrong Sims |

| 29 mars | Red Wings de Détroit | 2-1 (pr) (1-0, 0-1, 0-0, 1-0) | Maple Leafs de Toronto | Olympia Stadium |

| Feuille de match | Feuille de match                                                                                        | Feuille de match | Feuille de match                                | Feuille de match                                     |
| ---------------- | --- | ---------------- | ----------------------------------------------- | ---------------------------------------------------- |
|                  | G. Aldcorn (N. Ullman, J. Morrison) — 13 min 15 s - G. Melnyk (G. Howe, V. Fonteyne) — 61 min 54 s (SN) | 1-0 1-1 2-1      | - C. Brewer (L. Regan, D. Duff) — 30 min 29 s - | Arbitrage : Vern Buffey Bill Morrison Neil Armstrong |
| T. Sawchuk       | Gardiens                                                                                                | J. Bower         |                                                 | Arbitrage : Vern Buffey Bill Morrison Neil Armstrong |
| 2 min            | Pénalités                                                                                               | 18 min           |                                                 | Arbitrage : Vern Buffey Bill Morrison Neil Armstrong |
| 31               | Tirs | 21               |                                                 | Arbitrage : Vern Buffey Bill Morrison Neil Armstrong |

| 2 avril | Maple Leafs de Toronto | 5-4 (2-0, 1-2, 2-2) | Red Wings de Détroit | Maple Leaf Gardens 14 003 spectateurs |

| Feuille de match | Feuille de match | Feuille de match                    | Feuille de match | Feuille de match                                |
| ---------------- | --- | ----------------------------------- | --- | ----------------------------------------------- |
|                  | A. Stanley (R. Kelly, B. Olmstead) — 5 min 14 s (SN) B. Olmstead (R. Kelly, A. Stanley) — 9 min 5 s (SN) - A. Stanley (B. Olmstead, B. Pulford) — 32 min 45 s R. Kelly (J. Wilson, F. Mahovlich) — 44 min 32 s - L. Regan (G. Armstrong, A. Stanley) — 52 min 10 s - | 1-0 2-0 2-1 2-2 3-2 4-2 4-3 5-3 5-4 | - W. Godfrey (G. Aldcorn, L. Lunde) — 30 min 32 s G. Melnyk (L. Haley, V. Fonteyne) — 31 min 56 s - J. McIntyre (G. Howe, A. Delvecchio) — 48 min 36 s - A. Delvecchio (G. Howe, N. Ullman) — 59 min 19 s | Arbitrage : Eddie Powers Frampton Georges Hayes |
| J. Bower         | Gardiens | T. Sawchuk                          | | Arbitrage : Eddie Powers Frampton Georges Hayes |
| 8 min            | Pénalités | 10 min                              | | Arbitrage : Eddie Powers Frampton Georges Hayes |
| 31               | Tirs | 32                                  | | Arbitrage : Eddie Powers Frampton Georges Hayes |

| 3 avril | Red Wings de Détroit | 2-4 (1-1, 1-0, 0-3) | Maple Leafs de Toronto | Olympia Stadium 13 696 spectateurs |

| Feuille de match | Feuille de match                                                                                              | Feuille de match        | Feuille de match | Feuille de match                                        |
| ---------------- | --- | ----------------------- | --- | ------------------------------------------------------- |
|                  | M. Oliver (G. Howe, M. Pronovost) — 5 min 26 s - N. Ullman (A. Delvecchio, G. Aldcorn) — 20 min 57 s (SN) - - | 1-0 1-1 2-1 2-2 2-3 2-4 | - B. Pulford (B. Olmstead) — 19 min 19 s - B. Pulford (R. Stewart, A. Stanley) — 40 min 37 s F. Mahovlich (R. Kelly, J. Wilson) — 42 min 40 s D. Duff (L. Regan, G. Armstrong) — 57 min 6 s | Arbitrage : Frank Udvari Georges Hayes Loring Doolittle |
| T. Sawchuk       | Gardiens | J. Bower                | | Arbitrage : Frank Udvari Georges Hayes Loring Doolittle |
| 6 min            | Pénalités | 6 min                   | | Arbitrage : Frank Udvari Georges Hayes Loring Doolittle |
| 31               | Tirs | 34                      | | Arbitrage : Frank Udvari Georges Hayes Loring Doolittle |

### Finale de la Coupe Stanley
| 7 avril | Canadiens de Montréal | 4-2 (3-0, 0-2, 1-0) | Maple Leafs de Toronto | Forum de Montréal 14 301 spectateurs |

| Feuille de match | Feuille de match | Feuille de match        | Feuille de match                                                                                   | Feuille de match                                      |
| ---------------- | --- | ----------------------- | -------------------------------------------------------------------------------------------------- | ----------------------------------------------------- |
|                  | D. Moore (H. Richard, B. Geoffrion) — 2 min 27 s (SN) D. Harvey (H. Richard) — 8 min 55 s J. Béliveau (B. Geoffrion, H. Richard) — 11 min 56 s - H. Richard (D. Moore, B. Geoffrion) — 41 min 30 s | 1-0 2-0 3-0 3-1 3-2 4-2 | - B. Baun (G. Armstrong, L. Regan) — 25 min 23 s B. Olmstead (T. Horton, R. Kelly) — 37 min 35 s - | Arbitrage : Frank Udvari Neil Armstrong Georges Hayes |
| J. Plante        | Gardiens | J. Bower                | | Arbitrage : Frank Udvari Neil Armstrong Georges Hayes |
| 16 min           | Pénalités | 18 min                  | | Arbitrage : Frank Udvari Neil Armstrong Georges Hayes |
| 42               | Tirs | 29                      | | Arbitrage : Frank Udvari Neil Armstrong Georges Hayes |

| 9 avril | Canadiens de Montréal | 2-1 (2-1, 0-0, 0-0) | Maple Leafs de Toronto | Forum de Montréal 14 520 spectateurs |

| Feuille de match | Feuille de match                                                                                  | Feuille de match | Feuille de match                                 | Feuille de match                                         |
| ---------------- | ------------------------------------------------------------------------------------------------- | ---------------- | ------------------------------------------------ | -------------------------------------------------------- |
|                  | D. Moore (H. Richard, M. Richard) — 1 min 26 s J. Béliveau (M. Bonin, J-G. Talbot) — 5 min 56 s - | 1-0 2-0 2-1      | - L. Regan (G. Armstrong, D. Duff) — 19 min 32 s | Arbitrage : Eddie Powers Neil Armstrong Loring Doolittle |
| J. Plante        | Gardiens                                                                                          | J. Bower         |                                                  | Arbitrage : Eddie Powers Neil Armstrong Loring Doolittle |
| 6 min            | Pénalités                                                                                         | 6 min            |                                                  | Arbitrage : Eddie Powers Neil Armstrong Loring Doolittle |
| 36               | Tirs                                                                                              | 27               |                                                  | Arbitrage : Eddie Powers Neil Armstrong Loring Doolittle |

| 12 avril | Maple Leafs de Toronto | 2-5 (0-1, 1-2, 1-2) | Canadiens de Montréal | Maple Leaf Gardens 13 307 spectateurs |

| Feuille de match | Feuille de match                                                                                           | Feuille de match            | Feuille de match | Feuille de match                                     |
| ---------------- | --- | --------------------------- | --- | ---------------------------------------------------- |
|                  | - J. Wilson (C. Brewer, B. Harris) — 36 min 19 s - B. Olmstead (R. Kelly, G. Edmundson) — 59 min 47 s (SN) | 0-1 0-2 0-3 1-3 1-4 1-5 2-5 | D. Marshall (B. Hicke) — 13 min 54 s P. Goyette (C. Provost, A. Pronovost) — 20 min 21 s H. Richard — 35 min 27 s - P. Goyette — 48 min 57 s M. Richard (H. Richard, D. Moore) — 51 min 7 s - | Arbitrage : Frank Udvari Georges Hayes Bill Morrison |
| J. Bower         | Gardiens                                                                                                   | J. Plante                   | | Arbitrage : Frank Udvari Georges Hayes Bill Morrison |
| 8 min            | Pénalités                                                                                                  | 8 min                       | | Arbitrage : Frank Udvari Georges Hayes Bill Morrison |
| 34               | Tirs | 31                          | | Arbitrage : Frank Udvari Georges Hayes Bill Morrison |

| 14 avril | Maple Leafs de Toronto | 0-4 (0-2, 0-1, 0-1) | Canadiens de Montréal | Maple Leaf Gardens 13 327 spectateurs |

| Feuille de match | Feuille de match | Feuille de match | Feuille de match | Feuille de match                                        |
| ---------------- | ---------------- | ---------------- | --- | ------------------------------------------------------- |
|                  | - -              | 0-1 0-2 0-3 0-4  | J. Béliveau (A. Langlois, B. Geoffrion) — 8 min 16 s D. Harvey (B. Geoffrion, A. Langlois) — 8 min 45 s H. Richard (M. Richard, D. Moore) — 36 min 40 s J. Béliveau (M. Bonin, B. Geoffrion) — 41 min 21 s | Arbitrage : Eddie Powers Georges Hayes Loring Doolittle |
| J. Bower         | Gardiens         | J. Plante        | | Arbitrage : Eddie Powers Georges Hayes Loring Doolittle |
| 8 min            | Pénalités        | 18 min           | | Arbitrage : Eddie Powers Georges Hayes Loring Doolittle |
| 30               | Tirs             | 33               | | Arbitrage : Eddie Powers Georges Hayes Loring Doolittle |

## Meilleur joueur des séries

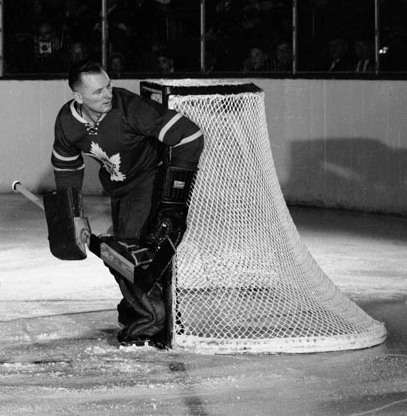
Johnny Bower, gardien de Toronto au cours des séries.

Avec trois buts et neuf mentions d'assistance, Henri Richard des Canadiens de Montréal est le meilleur pointeur des séries ; il a autant de points que son coéquipier, Geoffrion qui compte un but de moins mais est le meilleur passeur des séries. Le meilleur pointeur de Toronto est le défenseur Red Kelly, auteur de trois buts et huit passes, celui de Détroit est Delvecchio (deux buts, six aides) et celui de Chicago est Bill Hay (un but et deux assistances). Avec six buts inscrits en huit rencontres, Dickie Moore est le meilleur de la ligue pour les séries éliminatoires. Dans les buts, Jacques Plante est le meilleur gardien des séries en ne concédant que 11 buts pour aucune défaite et trois blanchissages.
| Joueur            | Équipe   | Poste     | PJ | B | A  | Pts |
| ----------------- | -------- | --------- | -- | - | -- | --- |
| Henri Richard     | Montréal | Centre    | 8  | 3 | 9  | 12  |
| Bernard Geoffrion | Montréal | Ailier    | 8  | 2 | 10 | 12  |
| Red Kelly         | Toronto  | Défenseur | 10 | 3 | 8  | 11  |
| Dickie Moore      | Montréal | Ailier    | 8  | 6 | 4  | 10  |
| Alex Delvecchio   | Détroit  | Centre    | 6  | 2 | 6  | 8   |
| Jean Béliveau     | Montréal | Centre    | 8  | 5 | 2  | 7   |
| Bert Olmstead     | Toronto  | Ailier    | 10 | 3 | 4  | 7   |
| Larry Regan       | Toronto  | Ailier    | 10 | 3 | 3  | 6   |
| Dick Duff         | Toronto  | Ailier    | 10 | 2 | 4  | 6   |
| Gordie Howe       | Détroit  | Ailier    | 6  | 1 | 5  | 6   |

| Gardien        | Équipe   | PJ | Min     | V | D | BC | BL | Moy  |
| -------------- | -------- | -- | ------- | - | - | -- | -- | ---- |
| Jacques Plante | Montréal | 8  | 489 min | 8 | 0 | 11 | 3  | 1,35 |
| Johnny Bower   | Toronto  | 10 | 645 min | 4 | 6 | 31 | 0  | 2,88 |
| Terry Sawchuk  | Détroit  | 6  | 405 min | 2 | 4 | 20 | 0  | 2,96 |
| Glenn Hall     | Chicago  | 4  | 249 min | 0 | 4 | 14 | 0  | 3,37 |

## Effectif champion
La Ligue nationale de hockey autorise chaque équipe championne de la Coupe Stanley à inscrire des noms de personnes ayant participé au succès de l'équipe. Les 27 noms inscrits sur la coupe sont les suivants : 
- Gardiens de buts : Jacques Plante et Charlie Hodge
- Défenseur : Doug Harvey (A), Bill Hicke, Tom Johnson (A), Bob Turner, Jean-Guy Talbot et Albert Langlois
- Centre : Jean Béliveau, Ralph Backstrom, Henri Richard et Phil Goyette
- Ailiers : Bernard Geoffrion (A) , Maurice Richard (C), Dickie Moore, Claude Provost, Ab McDonald, Marcel Bonin, Don Marshall et André Pronovost
- Encadrement : Hartland Molson (président et propriétaire), Frank J. Selke (gérant), Ken Reardon (vice-président), Sam Pollock (directeur du personnel), Toe Blake (entraîneur en chef), Hector Dubois (entraîneur) et Larry Aubut (entraîneur-assistant)